# Джонас Матеус
Джонас Матеус (англ. Jonas Matheus; нар. 29 липня 1986, Віндгук) — намібійський боксер, представник другої легшої вагової категорії. Виступав за збірну Намібії з боксу в першій половині 2010-х років, срібний призер національної першості, учасник літніх Олімпійських ігор у Лондоні. Починаючи з 2014 року боксує на професійному рівні, чемпіон Намібії серед професіоналів.

## Біографія
Джонас Матеус народився 29 липня 1986 року у Віндгуку, Намібія. Серйозно займатися боксом почав порівняно пізно — у віці 24 років у 2010 році.

### Любительська кар'єра
У 2011 році став срібним призером чемпіонату Намібії з боксу, поступившись у фіналі легшої ваги Йоханнесу Сайману, і увійшов до складу намібійської національної збірної.
На африканській олімпійської кваліфікації в Марокко дійшов до стадії чвертьфіналу. Завдяки низці вдалих виступів удостоївся права захищати честь країни на літніх Олімпійських іграх 2012 року в Лондоні — вже у стартовому поєдинку у напівлегкій ваговій категорії був зупинений італійцем Вітторіо Паррінелло.
Після лондонської Олімпіади Матеус залишився у складі боксерської команди Намібії і продовжив брати участь у найбільших міжнародних турнірах. Так, в 2013 році здобув перемогу на домашньому міжнародному турнірі Best of the Best в Онгуедіві. Рік потому побував на Кубку африканських націй в ПАР, однак потрапити тут до числа призерів не зміг.

### Професійна кар'єра
У вересні 2014 року Джонас Матеус успішно дебютував на професійному рівні. Виступав переважно на території Намібії, протягом перших двох років провів вісім поєдинків, п'ять виграв і програв два, тоді як в одному випадку була зафіксована нічия.
У травні 2017 року одноголосним рішенням суддів переміг співвітчизника Джуліуса Шитені і завоював тим самим титул чемпіона Намібії у другій легшій ваговій категорії.